# 缅因硬币

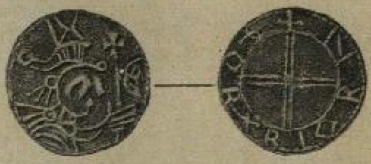
緬因硬幣

緬因硬幣（Maine penny）是一個在美國緬因州發現的古代挪威銀幣，估計在11世紀奧拉夫三世在位（即1067年–1093年）時鑄造。這枚硬幣的出現，可能說明以下其中一個可能：
- 可能維京人當時的活動範圍並不只限於北美洲鄰近今日格陵蘭的紐芬蘭，還包括更南的地方，例如：新英格蘭；
- 可能當時的美洲原住民在貿易過程中，把銀幣從北美洲北部帶到南方去。

## 外部連結
- . Maine State Museum.   [2011-01-04]. （原始内容存档于2009-07-27）.
- Maine State Museum （页面存档备份，存于）

44°14′06″N 68°32′38″W / 44.23500°N 68.54389°W